# Contea di Chisago
La contea di Chisago (in inglese Chisago County) è una contea dello Stato del Minnesota, negli Stati Uniti. La popolazione al censimento del 2000 era di 41 101 abitanti. Il capoluogo di contea è Center City.
Una delle sue township è Sunrise Township, città natale dell'attore cinematografico Richard Widmark.